# カガヤン諸島
カガヤン諸島（Cagayan Islands）は、フィリピン中部ネグロス島の西に位置するスールー海上の諸島である。ミマロパ地方（MIMAROPA, Region IV-B）のパラワン州に属する。珊瑚礁からなり、中心集落はカガヤン島のカガヤンシロ（Cagayancillo）である。人口は約2500人。
2003年の国勢調査によれば、この諸島の人口は6607人であり、このうちの約3分の2の人口が長さ16km、広さ約2kmのカガヤン本島に住んでいる。　

## 地理
北に浅瀬が続いており約20kmに亘って珊瑚礁が点在している。北に人口575人のタヌサ島、北東に無人島のドンドネイ島、西にタルサ島がある。

### 地質
長さ500km、幅30kmのカガヤンスールー海嶺は北西部と南東部の盆地に分け、ボルネオ島北東のカガヤン、アリーナ、カウィリ、トゥバタハ環礁と珊瑚礁の島々で繋がっている。
北西の海岸は主に盛り上がった殆どが垂直に近い傾斜した石灰岩で形成されており、高さ62mの尾根である。全島がその尾根の上にある。

## 産業
パラワン島やビサヤ諸島での漁業によって成り立っている。
雨季に稲作が行われる他、ココナッツ、バナナ、マンゴー、カシューナッツの農園があり栽培されている。
サンゴの岩や塊が多く遍在し、赤みを帯びた不毛な土壌であるため乾期に農業を行うことができず、島が小さくカルスト、石灰岩であるため貯水能力が低い。また、湖からの真水の供給がなく雨期の湧水しかない。雨期に貯水し管理を行っている。
化粧品、医薬品、料理用製品のために藻類の養殖を行っていたが、2003年以降休止している。

### 観光
ボラカイ島、ネグロス島のシパライ市、パラワン島から来るダイビングの観光を除けば、観光業は皆無である。

## 交通
カガヤンチッロ飛行場があり、マニラから約80分、プエルト・プリンセサから約1時間かかる。　
島に至る定期航路がなく、約10日に一度の頻度でプエルト・プリンセサから大型のアウトリガーカヌーを用い約15-20時間かけて輸送する。

## 言語
クーヨー諸島に関連するカガヤニン語、ブスアンガ語、タガログ語。外国語として英語も話されている。

## 動植物
オオコウモリを除くと大型哺乳類は存在せず、植生は大部分が伐採によって森林地帯が消失した。疎らに灌木が生えている程度である。
2002年から行政と世界自然保護基金の協力による環境保護によって、島の首都以外にある珊瑚礁の大部分が無傷で非常に良好な状態にあり、時にトゥバタハを上回る環境になることがある。しかし、シアン化合物やダイナマイトを用いた漁が今も続いている。